# 菊川駅 (東京都)
菊川駅（きくかわえき）は、東京都墨田区菊川三丁目にある、東京都交通局（都営地下鉄）新宿線の駅である。駅番号はS 12。
新宿線で唯一墨田区に所在する駅で、同区最南端の駅でもある。

## 歴史
- 1978年（昭和53年）12月21日：開業。
- 2007年（平成19年）3月18日：ICカード「PASMO」の利用が可能となる[2]。

## 駅構造
島式ホーム1面2線の地下駅である。地下1階がコンコース・改札口、地下2階がホームとなっている。

### のりば
| 番線 | 路線       | 行先              |
| ---- | ---------- | ----------------- |
| 1    | 都営新宿線 | 新宿・ 京王線方面 |
| 2    | 都営新宿線 | 本八幡方面        |

（出典：都営地下鉄:駅構内図）

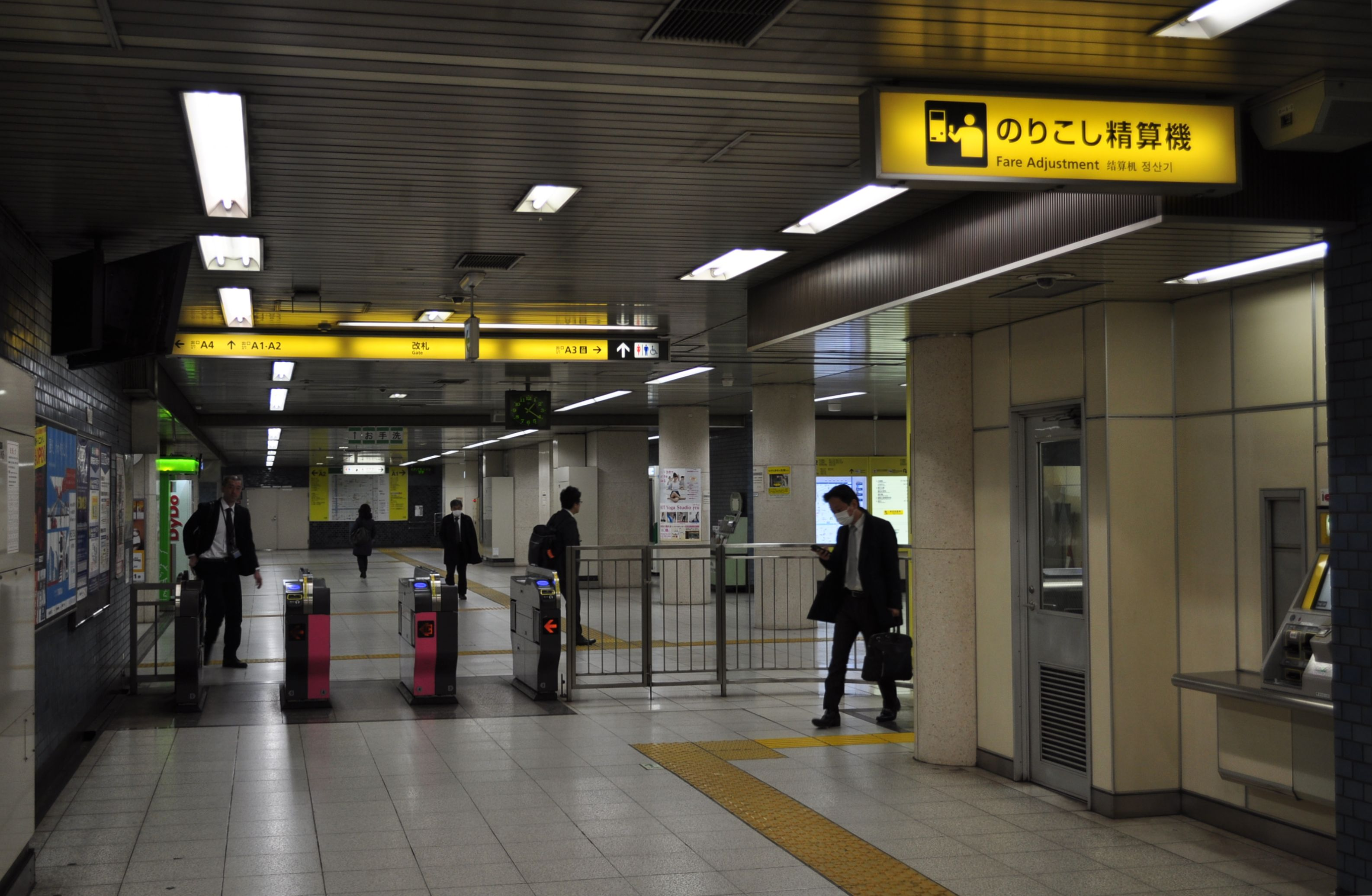
改札口（2018年3月）
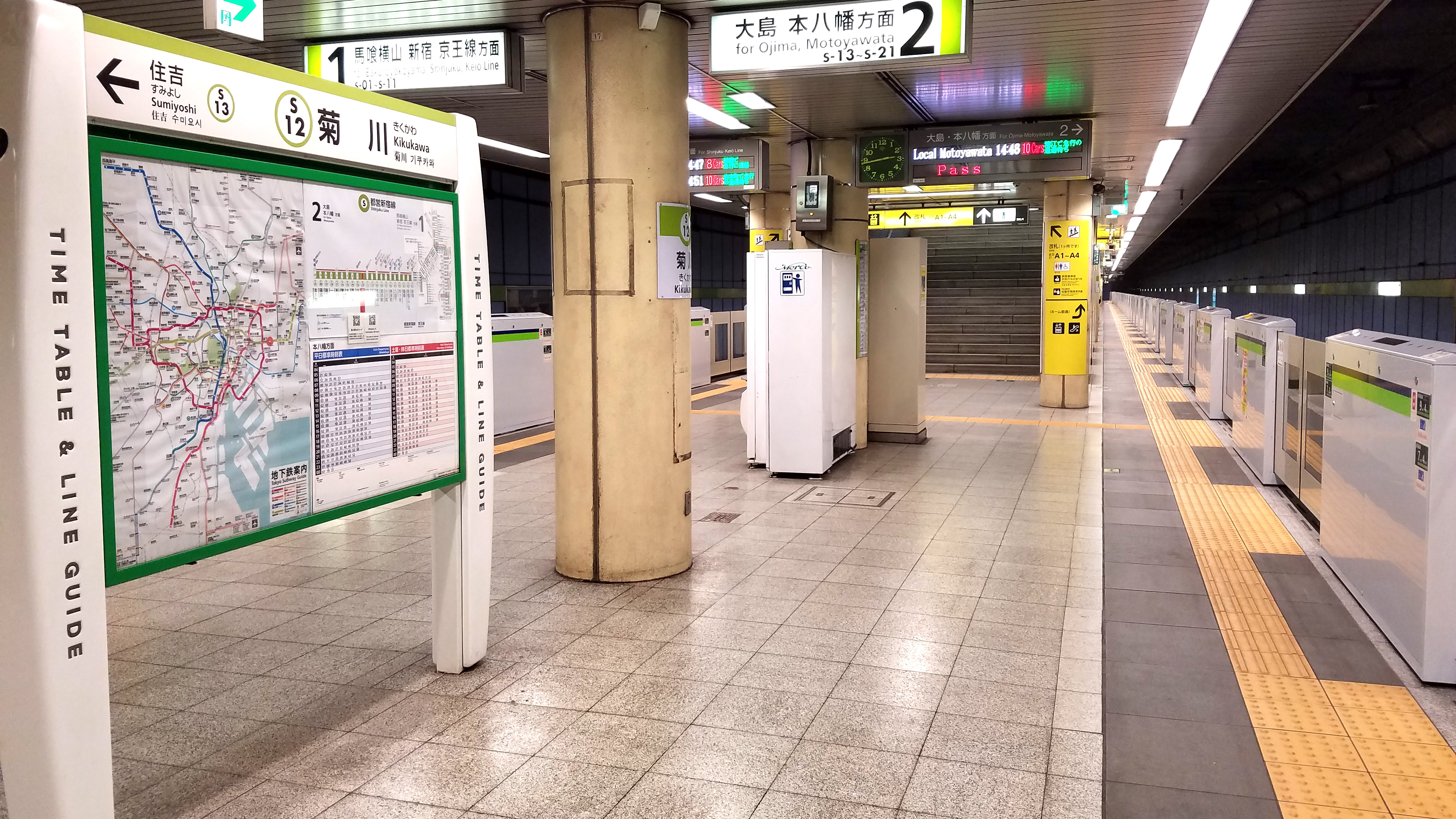
ホーム（2019年8月）

## 利用状況
2023年（令和5年）度の1日平均乗降人員は23,140人（乗車人員：11,653人、降車人員：11,487人）であり、新宿線の駅としては浜町駅に次いで少ない。
各年度の1日平均乗降・乗車人員の推移は下表のとおり。
| 年度               | 1日平均 乗降人員 | 1日平均 乗車人員 | 出典       |
| ------------------ | ---------------- | ---------------- | ---------- |
| 1990年（平成02年） |                  | 10,962           | [ * 1 ]    |
| 1991年（平成03年） |                  | 11,410           | [ * 2 ]    |
| 1992年（平成04年） |                  | 11,649           | [ * 3 ]    |
| 1993年（平成05年） |                  | 12,022           | [ * 4 ]    |
| 1994年（平成06年） |                  | 11,945           | [ * 5 ]    |
| 1995年（平成07年） |                  | 11,805           | [ * 6 ]    |
| 1996年（平成08年） |                  | 12,077           | [ * 7 ]    |
| 1997年（平成09年） |                  | 12,096           | [ * 8 ]    |
| 1998年（平成10年） |                  | 12,030           | [ * 9 ]    |
| 1999年（平成11年） |                  | 11,792           | [ * 10 ]   |
| 2000年（平成12年） |                  | 11,899           | [ * 11 ]   |
| 2001年（平成13年） |                  | 11,797           | [ * 12 ]   |
| 2002年（平成14年） |                  | 12,011           | [ * 13 ]   |
| 2003年（平成15年） | 21,832           | 10,847           | [ * 14 ]   |
| 2004年（平成16年） | 20,845           | 10,367           | [ * 15 ]   |
| 2005年（平成17年） | 20,424           | 10,126           | [ * 16 ]   |
| 2006年（平成18年） | 20,943           | 10,332           | [ * 17 ]   |
| 2007年（平成19年） | 21,945           | 10,883           | [ * 18 ]   |
| 2008年（平成20年） | 22,193           | 11,055           | [ * 19 ]   |
| 2009年（平成21年） | 22,337           | 11,181           | [ * 20 ]   |
| 2010年（平成22年） | 22,149           | 11,058           | [ * 21 ]   |
| 2011年（平成23年） | 21,807           | 10,895           | [ * 22 ]   |
| 2012年（平成24年） | 22,157           | 11,024           | [ * 23 ]   |
| 2013年（平成25年） | 22,919           | 11,428           | [ * 24 ]   |
| 2014年（平成26年） | 23,357           | 11,644           | [ * 25 ]   |
| 2015年（平成27年） | 23,734           | 11,830           | [ * 26 ]   |
| 2016年（平成28年） | 24,684           | 12,305           | [ * 27 ]   |
| 2017年（平成29年） | 25,620           | 12,765           | [ * 28 ]   |
| 2018年（平成30年） | 25,721           | 12,804           | [ * 29 ]   |
| 2019年（令和元年） | 25,887           | 12,914           | [ * 30 ]   |
| 2020年（令和02年） | 20,096           | 10,082           | [ 都交 2 ] |
| 2021年（令和03年） | 20,121           | 10,115           | [ 都交 3 ] |
| 2022年（令和04年） | 21,160           | 10,640           | [ 都交 4 ] |
| 2023年（令和05年） | 23,140           | 11,653           | [ 都交 1 ] |

## 駅周辺
東京都道・千葉県道50号東京市川線（新大橋通り）と東京都道319号環状三号線（三ツ目通り）の交差点付近に駅がある。周囲は、菊川（一丁目 - 三丁目）、森下（五丁目）、立川（二丁目 - 四丁目）となる。駅周辺にある施設は各町の記事を参照されたい。

## バス路線
最寄りのバス停留所は菊川駅前となる。以下の路線バスが乗り入れ、東京都交通局によって運行されている。
- 錦11：築地駅前行 / 亀戸駅前行・錦糸町駅前行
- 業10：新橋行・木場駅前行 / とうきょうスカイツリー駅前行
- 業10出入：深川車庫前行

## 隣の駅
東京都交通局（都営地下鉄）
 都営新宿線
■急行
通過
■各駅停車
森下駅 (S 11) - 菊川駅 (S 12) - 住吉駅 (S 13)